# 岩手県道150号種市停車場線
岩手県道150号種市停車場線（いわてけんどう150ごう たねいちていしゃじょうせん）は、九戸郡洋野町を通る岩手県の一般県道である。

## 概要
八戸線 種市駅から国道45号までの短距離路線である。

### 路線データ
- 起点：九戸郡洋野町種市第23地割70（JR東日本 八戸線 種市駅）
- 終点：九戸郡洋野町種市（国道45号・岩手県道20号軽米種市線交点）

## 路線状況

### 重複区間
- 岩手県道247号角ノ浜玉川線（九戸郡洋野町種市 地内）

## 地理

### 通過する自治体
- 九戸郡洋野町

### 交差する道路
- 岩手県道247号角ノ浜玉川線（九戸郡洋野町種市）
- 国道45号・岩手県道20号軽米種市線（九戸郡洋野町種市、終点）

### 沿線の施設など
- JR八戸線 種市駅